# Alexandre Kotov
Aleksandr Aleksandrovitch Kotov (en russe : Александр Александрович Котов, 12 août 1913 à Toula – 8 janvier 1981 à Moscou en URSS) est un grand maître soviétique du jeu d'échecs. Champion soviétique du jeu, il a participé au tournoi des candidats à deux reprises et est un auteur reconnu. Kotov a aussi exercé de hautes fonctions au sein de la fédération soviétique d'échecs.

## Biographie
Kotov est né à Toula en Russie dans une famille nombreuse et ouvrière. D'abord joueur de dames, il découvre les échecs en 1927. Il gagne Moscou en 1939 pour poursuivre des études d'ingénieur et étudier les échecs.

### Grand maître

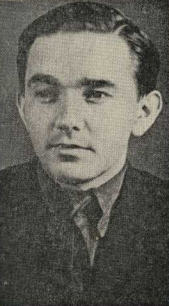
Alexandre Kotov vers 1939

Bien qu'on se souvienne surtout de Kotov comme auteur, il a aussi obtenu un bon nombre de résultats marquants comme joueur. L'un de ses premiers résultats remarquables fut une deuxième place au championnat d'URSS en 1939, laissant échapper la première place à Mikhaïl Botvinnik à la dernière ronde. Ce résultat lui vaut le titre de « grand maître soviétique », le troisième joueur à se voir décerner ce titre, après Botvinnik et Grigory Levenfish. Kotov remporte le championnat de Moscou en 1941, et le championnat d'URSS en 1948, ex æquo avec David Bronstein. En 1950, il remporte le tournoi de Venise devant Vassily Smyslov.
La Fédération internationale des échecs lui décerne le titre de maître international en 1951, tandis qu'il occupe déjà une fonction importante au sein de la fédération soviétique.
Dans le tout premier tournoi des candidats de 1950 à Budapest, il marque 8,5/18. Il s'est qualifié pour ce tournoi par sa 4e place au tournoi interzonal de Saltsjöbaden de 1948, qu'il finit avec 11,5/19.
Son meilleur résultat est peut-être celui de l'interzonal de Saltsjöbaden en 1952, qu'il remporte sur le score de 16,5/20, avec trois points d'avance sur Tigran Petrossian et Mark Taimanov qui finissent 2e ex æquo, et sans perdre la moindre partie. Au tournoi des candidats de Zurich 1953, il marque 14/28, et est le seul joueur à avoir gagné une partie contre le vainqueur, Smyslov.
Kotov a joué pour l'URSS aux Olympiades de 1952 et 1954, contribuant à la médaille d'or finale de l'équipe (il est le deuxième joueur de réserve). À Helsinki en 1952, il marque 2/3, tandis qu'à Amsterdam en 1954, il réalise un 4/6. Après 1960, tous les tournois auxquels il prend part ont lieu hors d'URSS. On peut citer une première place partagée avec Svetozar Gligorić au tournoi de Hastings 1962, un demi-point devant Smyslov. Il s'est fait très rare en tournoi dans les années qui ont suivi.

### Auteur
Kotov est un grand admirateur du champion du monde Alexandre Alekhine et rédige une biographie complète en quatre volumes sur sa vie et sa carrière, qui est publiée entre 1953 et 1958. Ces travaux ont contribué à la réhabilitation d'Alekhine en Union soviétique.
Sa trilogie Pensez comme un grand maître, Jouez comme un grand maître et Entraînez-vous comme un grand maître est son œuvre la plus connue, le premier étant le plus populaire. Le livre ne décrit pas la façon dont les pièces doivent être placées, ni des motifs tactiques, mais décrit une méthode de réflexion à adopter pendant la partie, et qui consiste à identifier les coups candidats et à les examiner méthodiquement suivant un arbre d'analyse.
Kotov a également contribué à l'Encyclopédie des ouvertures d'échecs (ECO), qui commence en 1974, et aux ouvrages de la série Informateur d'échecs comme analyste.

## Style de jeu
Kotov emploie un style aigu, il ne craint pas les complications, même contre les adversaires les plus forts. Il préfère les débuts fermés avec les Blancs et est un redoutable utilisateur de la défense sicilienne avec les Noirs.

## Parties remarquables
- Alexandre Kotov-Alexander Tolush, ch de Leningrad 1938 1-0
- Alexandre Kotov-Tigran Petrosian, ch d'URSS, Moscou 1949 1-0
- Alexandre Kotov-Paul Keres, Tournoi des candidats de Budapest 1950, 1-0
- Youri Averbakh-Alexandre Kotov, Tournoi des candidats de Zurich 1953, 0-1

## Publications
- Alexandre Alekhine, 4 volumes, Moscou, 1953-1958.
- (en) Wade, Blackstock et Alexandre Kotov, World Championship Interzonals: Leningrad -- Petropolis 1973, New York, RHM Chess Publishing 1974,  (ISBN 0-213-42851-2)
- (en) Paul Keres, Alexandre Kotov, The Art of the Middle Game, (traduit du russe en anglais par Harry Golombek), Londres, Dover 1964  (ISBN 0-486-26154-9)
  - Paul Kérès, Alexandre Kotov (trad. de l'anglais), La maîtrise du milieu de partie aux échecs [« The Art of the Middle Game »], Forbach, Books on Demand, 2022, 284 p. (ISBN 978-2-322-40965-5), p. 228
- (en) Grandmaster at Work, Macon, American Chess Promotions 1990,  (ISBN 0-939298-86-4)
  - Alexandre Kotov (trad. Michel Benoit et Philippe Kellerson), Pensez comme un grand maître, Paris, coll. « Échecs Payot », 2003 (1re éd. 1977), 245 p. (ISBN 978-2-228-89718-1)
- (en) Alexandre Kotov et Mikhaïl Ioudovitch, The Soviet School of Chess, Los Angeles, University Press of the Pacific 2001,  (ISBN 0-89875-415-1)
  - Alexandre Kotov et Mikhaïl Ioudovitch, Le Jeu d'échecs en Union Soviétique, Moscou, Éditions du Progrès, 1979, 245 p.